# Isaak Orobio de Castro

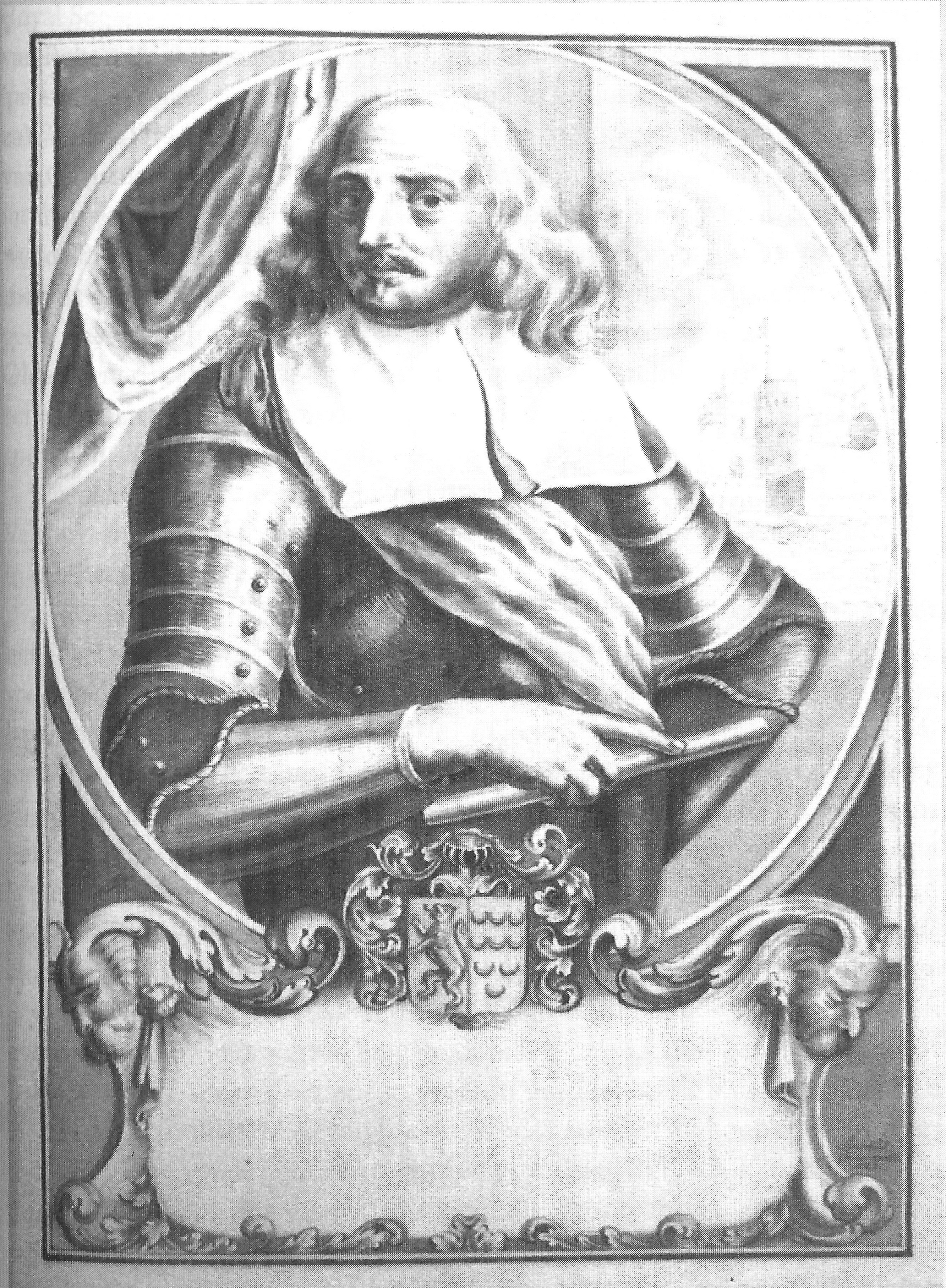
Porträt von Isaak Orobio de Castro

Isaak Orobio de Castro (Geburtsname Baltazar Alvares de Orobio; * um 1617 in Bragança; † 7. November 1687 in Amsterdam), aus marranischer Familie, war ein sephardischer Arzt, Philosoph und Schriftsteller.

## Leben
Baltazar Alvares de Orobio wurde um 1617 im nordportugiesischen Bragança in eine marranische Familie geboren. Noch als Kind emigrierte er mit seiner Familie nach Andalusien. Nach dem Studium der Medizin und Philosophie an der Universität von Alcalá de Henares wurde er Professor für Metaphysik in Salamanca und Professor für Medizin in Sevilla. Auf dem Titelblatt einer seiner Schriften nennt er sich catedrático de metafísica y medicina en las universidades de Alcalá y Sevilla, medico de la cámara del Duque de Medina Cely y de la familia de Borgoña del Rey Phelipe quarto, profesor, medico y consejero del rey de Francia, en la insigne universidad de Tolosa.
1654 wurde er von der Inquisition in Sevilla wegen judaisierenden Tendenzen für drei Jahre eingekerkert. Nach seiner Freilassung verließ er Spanien und floh nach Frankreich. In Toulouse wurde er zum Professor der Pharmazie ernannt.
1662 zog er mit seiner Familie nach Amsterdam, wo er zum Judentum zurückkehrte, den Namen Isaak Orobio de Castro annahm und zu einem angesehenen Mitglied der sefardischen Gemeinde wurde. Er praktizierte als Arzt und verfasste daneben Gedichte und philosophische Abhandlungen zur Verteidigung des Judentums und zur Bekämpfung deistischer Tendenzen unter seinen Glaubensbrüdern. Viele seiner Schriften kursierten als Manuskript in der jüdischen Gemeinde und wurden erst später veröffentlicht. Bekannt sind seine Briefe gegen seinen früheren Freund Juan de Prado (Epistola Invectiva) und sein Traktat gegen Baruch Spinoza (Certamen Philosophicum).
Mit dem remonstrantischen Prediger Philipp van Limborch ließ Orobio de Castro sich auf eine Religionsdebatte ein, bei der auch John Locke anwesend war. Gegen Orobios anfänglichen Widerstand stellte Limborch die dabei ausgetauschten Argumente zu einer lateinischen Schrift zusammen, De veritate religionis Christianae amica collatio cum erudito Iudaeo (Freundliche Unterredung mit einem gelehrten Juden über die Wahrheit der christlichen Religion), die im November 1687 in Gouda veröffentlicht wurde. 
Isaac Orobio de Castro starb nur eine Woche später in Amsterdam und ist auf dem Portugiesisch-Jüdischen Friedhof Ouderkerk bestattet.

## Werke (Auswahl)
- Epistola Invectiva Contra Prado. 1663/64
- Certamen Philosophicum Propugnatae Veritatis Divinae ac Naturalis Adversus J. Bredenburgi Principia. Amsterdam 1684.
- De Veritate Religionis Christianæ Amica Collatio cum Erudito Judaeo. Amsterdam, 1687.
- Israel vengé ou Exposition naturelle des Prophéties Hébraïques que les Chrétiens appliquent à Jésus, leur prétendu messie. London 1770.
- La observancia de la divina Ley de Mosseh. Coimbra 1925.